# Campo Nuevo, Ahome
Campo Nuevo är en ort i Mexiko.   Den ligger i kommunen Ahome och delstaten Sinaloa, i den västra delen av landet, 1 300 km nordväst om huvudstaden Mexico City. Campo Nuevo ligger 6 meter över havet och antalet invånare är 280.
Terrängen runt Campo Nuevo är mycket platt. Havet är nära Campo Nuevo åt nordväst. Runt Campo Nuevo är det ganska tätbefolkat, med 83 invånare per kvadratkilometer. Närmaste större samhälle är Higuera de Zaragoza, 14,8 km sydost om Campo Nuevo. Omgivningarna runt Campo Nuevo är i huvudsak ett öppet busklandskap.